# Strikeforce Challengers: Wilcox vs. Ribeiro
Strikeforce Challengers: Wilcox vs. Ribeiro foi  um evento de artes marciais mistas organizado pelo Strikeforce, ocorrido em 19 de novembro de 2010 no Jackson Convention Complex em Jackson, Mississippi. O evento teve audiência de cerca de 210,000 espectadores na Showtime.

## Ligações Externas
- Official Strikeforce site